# Al Lettieri
Alfredo Lettieri (n. 24 februarie 1928, New York City, New York, SUA – d. 18 octombrie 1975, New York City, New York, SUA), cunoscut ca Al Lettieri, a fost un actor italoamerican, cunoscut în special pentru rolul lui Virgil Sollozzo din filmul Nașul. Acesta vorbea fluent atât engleza, cât și italiana.